# Feng Tianwei
Feng Tianwei (født 31. august 1986 i Harbin) er en singaporiansk bordtennisspiller.
Under sommer-OL 2008 i Beijing repræsenterede hun Singapore under sommer-OL 2008, hvor hun vandt sølv i holdkonkurrencen sammen med Li Jiawei og Wang Yuegu.
Hun var fanebærer under åbningen af sommer-OL 2012 i London.
Under sommer-OL 2020 i Tokyo, der blev afholdt i 2021, blev hun elimineret i fjerde runde i singleturneringen.